# Sputnik 6
Kosmičeskij korabl 3, Korabl-sputnik 3 nebo Sputnik 6 byl testovací let lodě Vostok.

## Základní údaje
Start lodě proběhl 1. prosince 1960 z kosmodromu Bajkonur na území Kazašské SSR. Návrat měl proběhnout o den později. Na palubě byli dva psi – Pčelka a Muška. Návrat se však kvůli chybě v navigaci nezdařil a loď byla preventivně zničena, aby se nedostala do cizích rukou. Oba psi zahynuli.
Zatímco Američané přiřazují tuto misi do programu Sputnik, sovětské a československé údaje tento let pod programem Sputnik neevidovaly.